# كريس بيدرسن
كريس بيدرسن (بالإنجليزية: Chris Pedersen)‏ هو كاتب أغاني وموسيقي أمريكي، ولد في 16 أغسطس 1960.

## وصلات خارجية
- كريس بيدرسن على موقع ميوزك برينز (الإنجليزية)
- كريس بيدرسن على موقع إن إن دي بي (الإنجليزية)
- كريس بيدرسن على موقع ديسكوغز (الإنجليزية)